# Noortje Thijssen
Noortje Carolien Thijssen (Gouda, 20 september 1983) is een Nederlands politica namens GroenLinks.
Thijssen bezocht de Goudse Scholengemeenschap Leo Vroman waar zij in 2001 eindexamen-vwo deed. Vervolgens studeerde zij sociologie aan de Universiteit Utrecht, waar zij in 2005 afstudeerde. In 2012 promoveerde zij bij Jan Willem Duyvendak aan de Universiteit van Amsterdam op een proefschrift getiteld De jaren zestig herinnerd. Over gedeelde idealen uit een linkse periode. Zij volgde een post-master in journalistiek.
Thijssen had een eigen onderneming (Voor Impact), was partner bij het public affairs en lobbyadviesbureau Public Matters en PR-manager bij myTomorrows.
Voor GroenLinks was Thijssen beleidsmedewerker bij de Tweede Kamerfractie. Zij was lid van de kandidatencommissie voor de Tweede Kamerverkiezingen van 2017 en voorzitter van de kandidatencommissie voor de Europese Parlementsverkiezingen van 2019. Sinds november 2020 is zij directeur-bestuurder van het wetenschappelijk bureau van GroenLinks. 
Samen met Tim ‘S Jongers, directeur van de Wiardi Beckmanstichting, schreef zij het discussiestuk Samen onze toekomst in handen nemen (2023). Het discussiestuk vormde de basis voor een gezamenlijk ideologisch fundament voor de samenwerking tussen de PvdA en GroenLinks. Het discussiestuk verscheen, aangevuld met essays en columns van beide auteurs, als boek met de titel Het tij keren, samen voor een hoopvolle toekomst. Met ‘S Jongers was zij duo-voorzitter van de verkiezingsprogrammacommissie van GroenLinks-PvdA voor de Tweede Kamerverkiezingen 2023. In december 2023 hield zij samen met ‘S Jongers de Willem Drees-lezing. De lezing verscheen als boek onder de titel Een machtige stroom: over de kracht van linkse samenwerking. 
Bij de Eerste Kamerverkiezingen van 2023 stond Thijssen op de zesde plaats van de kandidatenlijst van GroenLinks, wat voldoende was om gekozen te worden. Op 13 juni 2023 werd zij geïnstalleerd als lid van de Eerste Kamer. Zoals GroenLinks en de Partij van de Arbeid al voor de verkiezingen bekendgemaakt hadden, traden hun senatoren toe tot een gemeenschappelijke fractie.
Thijssen was van 2020 tot 2023 bestuurslid van het theatergezelschap George & Eran producties. 
Ferd Crone · Mary Fiers · Roel van Gurp · Hetty Janssen · Farah Karimi · Saskia Kluit · Randy Martens · Artie Ramsodit-de Graaf · Jeroen Recourt · Daan Roovers · Paul Rosenmöller · Noortje Thijssen · Gala Veldhoen · Mei Li Vos
- Bibliothèque nationale de France: cb159171299 (data)
- Gemeinsame Normdatei: 1025061233
- International Standard Name Identifier: 0000 0000 0262 0693
- Library of Congress Control Number: n2014012219
- Nationale Bibliotheek van Tsjechië: xx0315139
- Nederlandse Thesaurus van Auteursnamen: 303430370
- Parlement.com: vldnc5xzr3zm
- Virtual International Authority File: 71731980
- WorldCat: E39PCjH847Qg7mrG6YdfHJQQFX